# Комсомольский проспект (Москва)
Комсомо́льский проспе́кт — проспект в Центральном административном округе города Москвы, прямое продолжение Остоженки. Проходит от Крымской площади (Садового кольца) до Лужнецкого метромоста. Продолжением Комсомольского проспекта за мостом является проспект Вернадского.

## Описание
Комсомольский проспект проходит от Крымской площади (Садового кольца) до Лужнецкого моста. Пересекает улицы Тимура Фрунзе, 3-ю Фрунзенскую и улицу Хамовнический Вал. Слева к проспекту примыкают 1-я и 2-я Фрунзенские улицы. Справа от проспекта отходят Малый Чудов переулок, улица Льва Толстого, Ксеньинский переулок, переулок Хользунова, Трубецкая и Кооперативная улицы. Нумерация домов ведётся от Крымской площади.

## Происхождение названия
Назван в 1958 году в «ознаменование 40-летия ВЛКСМ, в честь комсомольцев и молодёжи Москвы — активных участников реконструкции и благоустройства столицы, строительства Комсомольского проспекта и спортивного комплекса Центрального стадиона имени В. И. Ленина».

## История
Трасса проспекта была запланирована ещё в Генеральном плане реконструкции Москвы 1935 года под условным названием «Восточный луч». Она начиналась от проектировавшегося Дворца Советов (на месте нынешнего храма Христа Спасителя), пересекала реку Москву и продолжалась через Воробьёвы горы на юго-запад. Существовали разные варианты планировки «Восточного луча», выполненные Д. Ф. Фридманом, К. С. Мельниковым, Н. Я. Колли, Г. Т. Крутиковым, А. И. Мешковым, А. В. Власовым, В. И. Долгановым и другими архитекторами. Итогом этого этапа проектирования стало создание специальной планировочной мастерской во главе с архитектором Л. О. Бумажным, в которую передали все разработанные проекты, однако к строительству луча до войны так и не приступили.
Со строительством в послевоенные годы главного здания МГУ и быстрым развитием жилого Юго-Западного района остро встала проблема их транспортной доступности — единственной улицей, связывающей новые районы с центром города, оставалась Большая Калужская улица, расширение которой только начиналось. К середине 1950-х годов к идее прокладки «Восточного луча» решили вернуться. Вместе с тем первым этапом формирования будущей магистрали фактически стало проектирование планировки и застройки Фрунзенской набережной. Разработанный в конце 1940-х—1950-х годах архитекторами 3-й архитектурно-планировочной мастерской Моссовета Я. Б. Белопольским, Е. Н. Стамо и Н. Н. Улласом проект предполагал строительство вдоль набережной шести кварталов, которые своими противоположными сторонами формировали юго-восточную красную линию новой, ещё не имевшей названия магистрали, а также намечали линию застройки вдоль Окружной железной дороги. К середине 1950-х годов большинство из запроектированных домов в этих кварталах построили; последними возводили дома по линии Фрунзенского (ныне Хамовнического) Вала. К тому времени был принят курс на преодоление «излишеств» в архитектуре и вместо запланированных триумфальных десятиэтажных зданий вдоль линии железной дороги возвели восьмиэтажные крупноблочные дома серии П-04.
К 1958 году архитекторами 10-й мастерской управления «Моспроект-1» под руководством Е. П. Вулыха был разработан проект прокладки новой магистрали. Новая улица прошла примерно по трассам улицы Чудовки (от Крымской площади до улицы Тимура Фрунзе), Фрунзенского Плаца (от улицы Льва Толстого до переулка Хользунова) и улицы Большие Кочки (от Трубецкой улицы до Хамовнического Вала). Активная работа по пробивке проспекта началась с июля 1958 года, когда строители уже завершали возведение Лужнецкого метромоста.
После 1-й Фрунзенской улицы ширина проспекта увеличивается до 80 м, и по обеим сторонам появляются две зелёные полосы из лип. После Третьего транспортного кольца трасса проспекта поднимается на Лужнецкий метромост, построенный в 1958 году и реконструированный в 2000—2001 годах.
В 1960 году в начале проспекта через Садовое кольцо построена Крымская эстакада, соединившая Комсомольский проспект с улицей Остоженка, а в 2001 году в конце проспекта — развязка с Третьим транспортным кольцом.

## Комсомольский проспект в 1960-е годы
«Главная радиальная улица Ленинского района имеет ширину до 80 м. Она застроена новыми домами различной этажности. Широкие перспективы, открывающиеся на Фрунзенскую набережную и соседние кварталы, усиливают впечатление ансамблевой застройки всего района. Прогулка по проспекту очень приятна. Радует глаз разнообразие архитектурных решений новых зданий, их цветовая гамма, так хорошо сочетающаяся с зелёным нарядом магистрали. К услугам жителей и гостей проспекта — магазины „Синтетика“, „Уют“, „Дары природы“, „Русский лён“, „Спорттовары“, книжный магазин „Искра“ и др., кафе „Тимур“, „Лада“, „Крымское“, „Романтики“».

## Примечательные здания и сооружения

### По нечётной стороне
№ 3, доходный дом
Доходный дом Чудова монастыря был построен в 1909 году, архитектор — И. П. Машков.
№ 5/2, жилой дом
Построен в 1951—1952 годах, архитектор — Г. К. Яковлев.
№ 13, Шефский дом
, здание начала XIX века, архитектор — П. Гейден. Имеет в своей основе палаты, впервые упоминаемые в описи 1729 года.
№ 17, Манеж
Построен в 1820—1830 годах.
№ 19а, Гауптвахта
Здание построено в 1808 году.
№ 21/10
Кинотеатр «Горизонт» (1966, архитектор — Л. Мисожников).
№ 23/7, жилой дом
Ранее на этом месте стояла деревянная церковь Святого Георгия Сумского гусарского полка на Хамовническом плацу (1910—1912, архитектор — И. И. Бони).
№ 37/14, жилой дом
В этом доме жил актёр Е. П. Леонов (мемориальная доска).
№ 41, жилой дом
Здесь с 1980-х годов до конца жизни жил актёр О. И. Янковский. На данный момент этот дом снимают в сериале Воронины.

### По чётной стороне
№ 22/2, храм Николая Чудотворца в Хамовниках
, возведён в 1679—1682 годах. Первые сведения о деревянной церкви на этом месте относятся к 1625 году.
№ 14/1, корп. 1—3, жилые дома
Жилые дома построены в конце 1920-х годов
№ 16, Хамовнический полицейский дом
Здание 1897 года постройки, архитектор — Анатолий Гунст.
№ 18—22, Хамовнические казармы
, построены в 1807—1809 годах по проекту М. М. Казакова, И. Т. Таманского и Л. Руска. Позднее перестраивались архитектором Ф. Ф. Рихтером.
№ 28, Московский дворец молодёжи
Построен в 1982—1988 годах, архитекторы — Я. Б. Белопольский, М. Е. Беленя, М. М. Посохин, В. И. Хавин
№ 28, жилой дом
Здесь жил театральный режиссёр А. А. Гончаров.

## Транспорт
На проспекте находятся станции метро: Парк культуры, Фрунзенская, а также в непосредственной близости станции Спортивная и Воробьёвы горы и станция МЦК Лужники.
По проспекту проходят автобусы м5, 138, 138к, с755 (от Хамовнического Вала до 2-й Фрунзенской улицы), Б (Лужники). Ранее проходили маршруты троллейбусов 28, 31.